# Syngatha olivescens
Syngatha olivescens är en fjärilsart som beskrevs av Louis Beethoven Prout. Syngatha olivescens ingår i släktet Syngatha och familjen nattflyn. Inga underarter finns listade i Catalogue of Life.